# Akron Pros

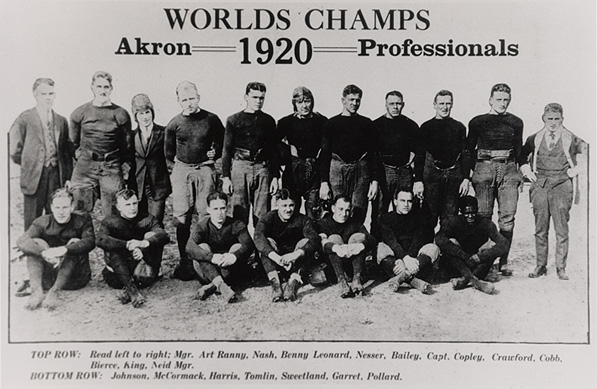
Akron Pros 1920

Die Akron Indians bzw. Akron Pros waren ein American-Football-Team zu Beginn des 20. Jahrhunderts aus der Stadt Akron im US-Bundesstaat Ohio. Sie gehörten 1920 zu den 14 Gründungsmitglieder der American Professional Football Association, die sich 1922 in National Football League umbenannte. In der Debütsaison der APFA gewannen sie ungeschlagen (bei drei Unentschieden) die Meisterschaft, die heute als erste NFL-Meisterschaft gilt.

## Geschichte
Akron besaß Anfang des 20. Jahrhunderts eine aktive Football-Szene. Die erste über die Stadtgrenzen hinaus erfolgreiche Mannschaft waren die Akron East Ends, die 1902 die Ohio League gewannen. In den folgenden Jahren mussten sie sich jedoch regelmäßig den stärkeren Massillon Tigers geschlagen geben.
1908 wurde die semiprofessionelle Mannschaft Akron Indians gebildet. Das Team gewann 1908 und 1909 die Ohio League. Größter Konkurrent waren die Shelby Blues mit dem Starspieler, Trainer und Manager George Watson “Peggy” Parratt. Dieses Team konnte dann in den beiden folgenden Jahren die Indians schlagen.
Zu Beginn der Saison 1912 wechselte Parratt jedoch zu den Indians. Akron galt als großer Football-Markt und so versprach sich Parratt dadurch höhere Einnahmen. Als Spieler, Trainer und Teameigner nannte er das Team in Parratt's Indians um. 1912 musste sich das Team jedoch den Elyria Athletics (meist früher Mitspieler von Parratt) geschlagen geben. Für 1913 konnte Parratt viele dieser Spieler für die Akron Indians verpflichten. Für das abschließende Meisterschaftsspiel gegen die Shelby Blues rüsteten sich beide Mannschaften mit weiteren guten Spielern auf. Am Ende gewannen die Indians mit 20:0. Für die Saison 1914 nahm Parratt viele Spieler von Notre Dame (u. a. Knute Rockne und Joe Collins) unter Vertrag. Gegen die zweite dominierende Mannschaft der Canton Pros verlor man 6:0. Da sich deren Kapitän Harry Turner in diesem Spiel lebensgefährlich verletzte, konnten die Indians das Rückspiel in der folgenden Woche mit 21:0 gewinnen und sich die Meisterschaft sichern.
Im folgenden Jahr wurden jedoch alle guten Spieler von den konkurrierenden Massillon Tigers und den Canton Pros abgeworben, so dass eine Titelverteidigung unmöglich war. Parratt verließ am Ende der Saison 1915 Akron und ging nach Cleveland, wo er die Mannschaft der Cleveland Tigers aufbaute.

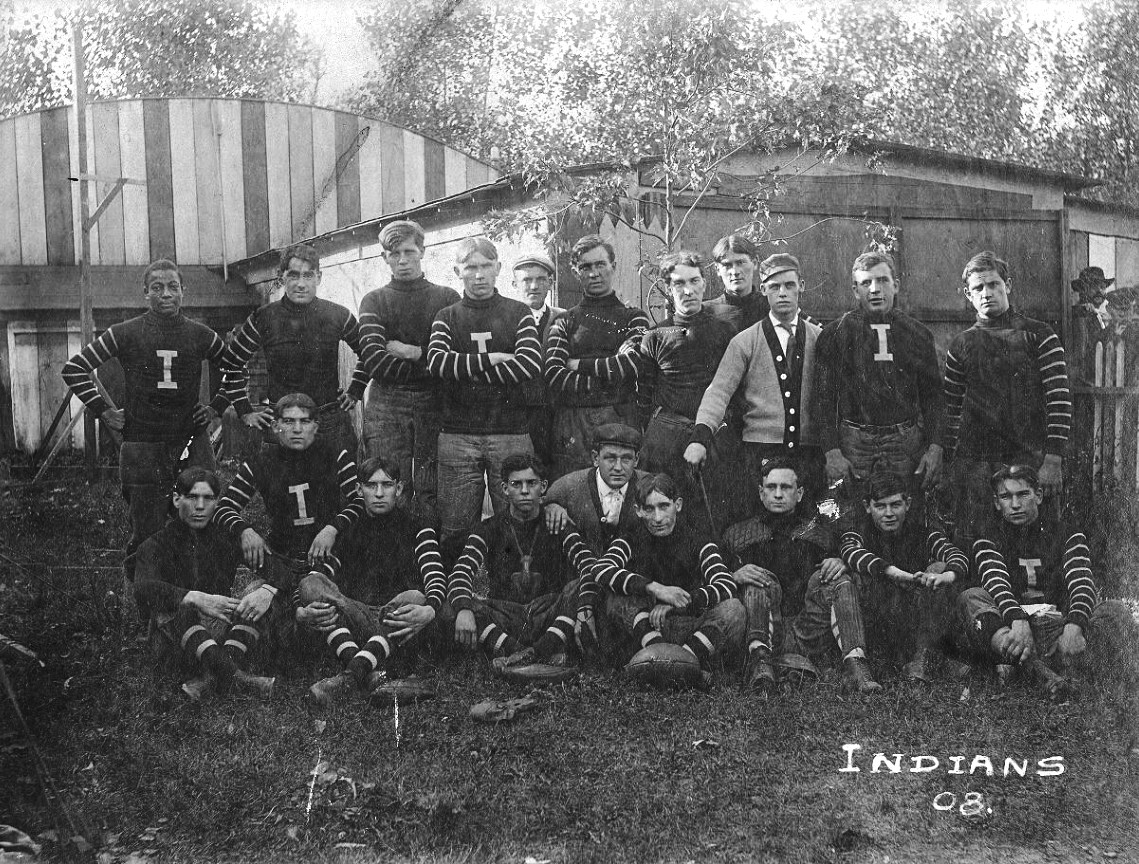
Akron Indians 1908

Aus den Resten des Teams finanzierte 1916 die lokale Brauerei Burkhardt Brewing Company eine neue Mannschaft, die Akron Burkhardts. Die Organisation des Teams übernahmen die Brüder Charles, Stephen und Howard (genannt Shang, Suey und Howe) Welch. Das Team spielte erfolgreich, konnte jedoch die Meisterschaft nicht gewinnen. 1917 übernahmen Stephen „Suey“ Welch und Vernon „Mac“ McGinnis das Team und nannten es Akron Pros. Es gelang Al Nesser, den jüngsten der Nesser-Brüder, für die Mannschaft zu gewinnen. Das Team hatte 6 Siege und 2 Niederlagen, bevor der Eintritt der Vereinigten Staaten in den Ersten Weltkrieg den weiteren Wettkampfbetrieb unterbrach. 1918 wurde wegen des durch den Ersten Weltkrieg bedingten Spielermangels kein Team gestellt.
In der Saison 1919 konnten mit Ralph „Fat“ Waldsmith, Art Ranney und Park „Tumble“ Crisp weitere Miteigentümer gewonnen werden. Das Team trat unter der traditionelle Bezeichnung Akron Indians an. Als Spieler konnte der farbige Halfback Fritz Pollard gewonnen werden. 1920 übernahmen der Akroner Geschäftsmann Art Ranney und der Zigarrenhändler Frank Nied das Team. Suey Welch behielt jedoch die Rechte am Namen „Indians“ und versuchte letztmals 1921 unter diesem Namen ein Team dauerhaft zu etablieren. Später wurde Suey Welch ein erfolgreicher Box-Promoter.
An den Gründungstreffen der American Professional Football Association am 20. August und am 17. September 1920 in Canton nahmen Art Ranney und Frank Nied teil. In der neuen Liga übernahm Ranney die Funktion als Schatzmeister/Schriftführer. Im ersten Jahr der neuen Liga sollte die Entscheidung um die Meisterschaft im Aufeinandertreffen der Akron Pros und der Decatur Staleys am 12. Dezember 1920 erfolgen. Jedoch gelang es keinem Team Punkte zu erzielen. Schließlich wurde erst in einer Liga-Sitzung am 30. April 1921 die Akron Pros zum ersten Meister bestimmt.
In der folgenden Saison unterstützte Fritz Pollard Elgie Tobin als Headcoach. Damit wurde er der erste afro-amerikanische Head-Coach in der NFL. Mit acht Siegen und drei Niederlagen kämpften die Mannschaft erneut um die Meisterschaft, musste sich dann aber den Chicago Staleys und den Buffalo All-Americans, die neun Siege hatte, geschlagen geben.
In den Spielzeiten 1922 bis 1924 konnten die Akron Pros kein positives Ergebnis mehr erreichen. 1925 wurde mit vier Siegen, bei zwei Niederlagen und zwei Unentschieden eine leichte Verbesserung erreicht. Für 1926 nahm das Team wieder den Namen Akron Indians an. Es gelang jedoch in acht Spielen nur ein Sieg gegen die Hammond Pros.
Die NFL hatte auf Grund der finanziellen Schwierigkeiten vieler Teams beschlossen, die Anzahl der Mannschaften für die Saison 1927 zu reduzieren. Deshalb stellte man den Spielbetrieb ein und im Folgejahr erlosch dann die NFL-Franchise.

## Uniform
Die Akron Pros trugen dunkelblaue Jerseys.

## Statistik
| Saison           | Liga        | Siege | Niederlagen | Unentschieden | Punkte erzielt | Punkte zugelassen | Platzierung            | Trainer                                              |
| ---------------- | ----------- | ----- | ----------- | ------------- | -------------- | ----------------- | ---------------------- | ---------------------------------------------------- |
| Akron Indians    |             |       |             |               |                |                   |                        |                                                      |
| 1908             | Ohio League | 8     | 0           | 1             |                |                   | 1.                     |                                                      |
| 1909             | Ohio League | 9     | 0           | 0             |                |                   | 1.                     |                                                      |
| 1910             | Ohio League | 6     | 2           | 0             |                |                   |                        |                                                      |
| 1911             | Ohio League | 7     | 3           | 0             |                |                   |                        |                                                      |
| 1912             | Ohio League | 7     | 3           | 0             |                |                   |                        | Peggy Parratt                                        |
| 1913             | Ohio League | 9     | 1           | 2             |                |                   | 1.                     | Peggy Parratt                                        |
| 1914             | Ohio League | 8     | 2           | 1             |                |                   | 1.                     | Peggy Parratt                                        |
| 1915             | Ohio League | 1     | 3           | 1             |                |                   |                        | Peggy Parratt                                        |
| Akron Burkhardts |             |       |             |               |                |                   |                        |                                                      |
| 1916             | Ohio League | 7     | 4           | 1             |                |                   |                        | Ralph Waldsmith                                      |
| Akron Pros       |             |       |             |               |                |                   |                        |                                                      |
| 1917             | Ohio League | 6     | 2           | 0             |                |                   |                        | Suey Welch                                           |
| Akron Indians    |             |       |             |               |                |                   |                        |                                                      |
| 1919             | Ohio League | 5     | 5           | 0             |                |                   |                        | Ralph Waldsmith                                      |
| Akron Pros       |             |       |             |               |                |                   |                        |                                                      |
| 1920             | APFA        | 8     | 0           | 3             | 151            | 7                 | 1. (von 14)            | Elgie Tobin                                          |
| 1921             | APFA        | 8     | 3           | 1             | 148            | 31                | 3. (von 21)            | Elgie Tobin und Fritz Pollard                        |
| 1922             | NFL         | 3     | 5           | 2             | 146            | 95                | 10. (von 18)           | "Untz" Brooke Brewer                                 |
| 1923             | NFL         | 1     | 6           | 0             | 25             | 74                | 16. (von 20)           | Wayne Brenkert (5 Spiele), Dutch Hendrian (2 Spiele) |
| 1924             | NFL         | 2     | 6           | 0             | 59             | 132               | 13. (von 18)           | Wayne Brenkert                                       |
| 1925             | NFL         | 4     | 2           | 2             | 65             | 51                | Geteilter 4. (von 20)  | Scotty Bierce                                        |
| Akron Indians    |             |       |             |               |                |                   |                        |                                                      |
| 1926             | NFL         | 1     | 4           | 3             | 23             | 89                | Geteilter 16. (von 22) | Frank Nied (6 Spiele), Al Nesser (2 Spiele)          |

## Spieler in der Pro Football Hall of Fame
Der einzige Spieler der Akron Pros der in die Pro Football Hall of Fame aufgenommen wurde, ist Fritz Pollard, der 1919–21 und 1925/26 als Spieler; 1921 und 1925/26 als Trainer aktiv war. Die Aufnahme erfolgte 2005